# Alemayehu Bezabeh
Alemayehu Bezabeh Desta (Addis Abeba, 22 september 1986) is een Spaanse atleet van Ethiopische afkomst, die is gespecialiseerd in de 5000 m en het veldlopen. Bij het veldlopen werd hij tweemaal Spaans kampioen en tweemaal Europees kampioen. Ook nam hij deel aan de Olympische Spelen, maar bleef hierbij medailleloos. 

## Biografie

### Eerste successen
Op de Olympische Spelen van 2008 in Peking nam Bezabeh deel aan de 5000 m. Met een tijd van 13.30,48 eindigde hij elfde in de finale. Een jaar beleefde hij een succesvol jaar. Hij werd Spaans kampioen en Europees kampioen bij het veldlopen. Op de Europese kampioenschappen van 2010 in Barcelona eindigde Bezabeh als zevende in de finale van de 5000 m.

### Doping
Op 9 december 2010 werd hij opgepakt in het kader van Operatie Galgo, een grootschalig onderzoek van het Spaanse gerecht naar dopinggebruik in de atletiek. Hij kreeg een voorlopige schorsing opgelegd en kon hierdoor zijn Europese titel niet verdedigen. Er was een zak bloed gevonden en Bezabeh verklaarde dat dit was voor bedoelt medisch onderzoek. In 2009 werd hij door de Spaanse atletiekfederatie vrijgesproken, maar hier ging de nationale sportraad tegen in beroep. Tijdens de tweede zitting bekende hij een zak bloed in bezit te hebben gehad waarmee hij zichzelf wilde injecteren. Hierdoor kreeg hij alsnog een schorsing van twee jaar opgelegd.

### Doorstart
In 2013, tijdens de wereldkampioenschappen van Moskou, bereikte Bezabeh de finale niet: hij eindigde als negende in zijn serie. Wel won hij dat jaar voor de tweede maal in zijn sportcarrière het Europees kampioenschap veldlopen. 
Alemayehu Bezabeh is de jongere broer van langeafstandsloper Sisay Bezabeh.

## Titels
- Europees kampioen veldlopen - 2009, 2013
- Spaans kampioen veldlopen - 2009, 2010

## Persoonlijke records
Outdoor
| Onderdeel | Prestatie | Datum            | Plaats   |
| --------- | --------- | ---------------- | -------- |
| 1500 m    | 3.39,85   | 9 juni 2010      | Huelva   |
| 3000 m    | 7.45,98   | 7 juni 2005      | Huelva   |
| 5000 m    | 12.57,25  | 4 juni 2010      | Oslo     |
| 10.000 m  | 28.12.85  | 29 maart 2014    | Lissabon |
| 10 km     | 28.39     | 19 november 2006 | Madrid   |

Indoor
| Afstand | Prestatie | Datum           | Plaats   |
| ------- | --------- | --------------- | -------- |
| 3000 m  | 7.51,24   | 9 februari 2008 | Valencia |

## Palmares

### 5000 m
- 2008: 11e OS - 13.30,48
- 2009: 4e Spaanse kamp. - 13.38,24
- 2009: 10e in series WK - 13.33,52
- 2010:  Spaanse kamp. - 13.18,95
- 2010: 7e EK - 13.43,23
- 2013:  Spaanse kamp. - 13.35,59
- 2013: 9e in series WK - 13.34,68

### 10 km
- 2006:  Madrid - 29.29
- 2006:  Canillejas - 28.39
- 2007:  Madrid - 29.32
- 2007:  Iurreta  - 29.47
- 2007:  Madrid - 28.38
- 2008:  Jaen - 29.41
- 2008:  Iuretta - 30.25
- 2008:  Madrid - 28.06
- 2009:  Madrid - 28.10
- 2013: 5e Crevillente - 31.43
- 2014:  Spaanse kamp. in Padrón - 29.37

### halve marathon
- 2013: 5e halve marathon van Tarsus - 1:04.54

### veldlopen
- 2008: 7e EK in Brussel - 31.23,  landenklassement
- 2009:  Spaanse kamp. in Albacete (12 km) - 34.27
- 2009: 31e WK (lange afstand) in Amman (12 km) - 36.41
- 2009:  EK in Dublin (10 km) - 30.45,  landenklassement
- 2010:  Spaanse kamp. in La Coruña (12 km) - 36.26
- 2010: 14e WK (lange afstand) in Bydgoszcz (11,61 km) - 33.47
- 2013 5e Spaanse kamp. in Granollers (12 km) - 36.27
- 2013:  EK in Belgrado (10 km) - 29.11
- 2014:  Spaanse kamp. in Merida (10 km) - 34.06
- 2014:  EK in Samokov (10 km) - 32.30